# Boston Mwanza
Boston Mwanza (26 dicembre 1977) è un ex calciatore zambiano, di ruolo centrocampista.

## Carriera

### Nazionale
Ha debuttato in Nazionale il 21 novembre 2001, nell'amichevole Etiopia-Zambia (1-2). Ha partecipato, con la Nazionale, alla Coppa d'Africa 2002. Ha collezionato in totale, con la maglia della Nazionale, quattro presenze.

## Palmarès

### Club

#### Competizioni nazionali
- Coppa dello Zambia: 1

Green Buffaloes: 2005